# Колір відстані
«Колір відстані» (англ. The Color of Distance) — науково-фантастичний роман американської письменниці Емі Томсон, вперше вийшов 1995 року у видавництві Ace Books. Номінований на премію Філіпа К. Діка в категорії «Найкращий оригінальний роман у м'якій обкладинці». Продовження роману — «Очима іншопланетян».

## Сюжет
«Колір відстані» — роман про перший контракт, в якому детально розповідається про зустріч між людською та інопланетною культурами. Сюжет чергується між двома поглядами: доктором Джуною Саарі, ксенобіологом, членом людської команди дослідників, яка ненавмисно затягнула її на планету Тенду, розумними амфібіями з чудовим фізіологічним контролем, й Аніто, Тенду, яка допомагає з Пристосуванням Джуни, забезпечує її виживання. Щоб врятувати Джуну, Тенду значно модифікують її організм, за домогою чого людина стає пристосованою до токсичної атмосфери і дозволяючи їй жити серед іншопланетян. Тенду живуть у кронах дерев тропічної зони на своїй планеті, спілкуються шляхом зміни кольору і малюнок своєї шкіри. Протягом трьох років, які Джуна проводить серед тенду, вона вивчає їх мову «шкірного спілкування», оволодіває значною частиною їхньої культури, вивчає дещо зі складної інопланетної екології, яка її оточує та підтримує, усиновлює Мокі, молодого тенду, і приходить до бачення себе однією з них.
Попри те, що Джуна повільно адаптується до життя тенду, тенду борються з тим, що буде означати цей передвісник подальшого людського контакту для них та їх способу життя. Старійшина тенду Аніто, якому спочатку було доручено порятунок Джуни і глибоко обурений нею, зрештою бере на себе повну відповідальність за Джуну як її атву, слово мовою тенду, що означає область спеціальних знань і досвіду. Разом з Джуною та іншими енкарами або старійшинами Тенду, зокрема Укатоненом, Аніто вирушає на місце приземлення дослідницької місії людей, і мусить працювати з Джуною та іншими Тенду, щоб усунути екологічну шкоду, завдану людською присутністю.
Коли Джуна нарешті була врятована дослідницькою місією, яка поверталася, повернення в людське суспільство виявляється для неї так само складним, як й адаптація до культури Тенду. У цьому процесі між людством і тенду відбуваються широкі торгові переговори. Коли тенду, маючи великий внутрішній фізіологічний контроль, виявляється здатним не тільки вилікувати члена людської команди доктора Ву після серцевого нападу, але й очистити його артерії від холестерину та повернути йому щось наближене до молодості, колишні підозри та недовіра між видами починає зникати.
Зрештою, Мокі та Укатонен вирішують повернутися з Джуною та рештою дослідницької команди на Землю, створюючи сюжет для продовження. Книга розкриває біологію планети та життєвий цикл інопланетян та містить екологічні теми.